# Corrie ten Boom
Corrie ten Boom, de son vrai nom complet Cornelia Johanna Arnalda ten Boom, née le 15 avril 1892 à Amsterdam et morte le 15 avril 1983 à Placentia (Californie, États-Unis) , est une écrivaine chrétienne néerlandaise. Elle aida de nombreux Juifs à échapper aux nazis pendant la Seconde Guerre mondiale.

## Biographie

### Avant-guerre
Corrie ten Boom est issue d'une famille de réformés. Née à Amsterdam, elle grandit à Haarlem. Son père, Casper ten Boom (1859-1944), est horloger. Corrie et sa sœur, Betsie ten Boom, exercent la même profession. Les deux sœurs, célibataires, habitent dans la maison de leur père, qui est située, au-dessus de l'horlogerie, dans le centre-ville de Haarlem. 

### Seconde Guerre mondiale
Pendant la Seconde Guerre mondiale, Corrie et Betsie ten Boom installent une chambre secrète, où elles cachent des Juifs et d'autres clandestins. Dans le livre de Corrie Hiding Place, la chambre est décrite comme une cachette aménagée pour un long séjour avec des provisions, de l'eau et des vitamines, mais en réalité, la cachette dans leur maison n'est utilisée que pour les moments d'alerte, qui durent rarement plus de quelques heures[réf. nécessaire].
Un homme déclare la disparition de son fils à la police[Quand ?]. Le policier qui reçoit sa déclaration, secrètement anti-allemand, croit deviner que son fils s'est réfugié dans la cachette de la maison et se porte volontaire pour assurer la garde de la maison. Le 1er mars 1944, il s'y rend et parvient à gagner la confiance des clandestins en appelant par son nom le fils qui n'est connu de tous que par son pseudonyme, et parvient à les faire évacuer secrètement leur cachette. 
La famille ten Boom, quant à elle, reste emprisonnée. Le père meurt après un mois en prison, à l'âge de 85 ans. Les deux sœurs sont emprisonnées à l'Oranjehotel, puis dans le camp de concentration néerlandais Vught et déportées au camp de concentration allemand de Ravensbrück le 6 septembre 1944. Betsie ten Boom y meurt en décembre 1944. Quelques jours plus tard, Corrie ten Boom est libérée, à la faveur d'une erreur administrative.

### Après-guerre
Après la guerre, Corrie ten Boom s'adonne à des activités d'évangélisation. Elle prêche le pardon évangélique du Christ et, dans sa continuité, le pardon des personnes, d'abord en 1946 en Allemagne, et plus tard dans plus de 60 pays à travers le monde.
Corrie ten Boom écrit une série de livres chrétiens.
Elle raconte sa vie à John et Elizabeth Sherrill, qui en ont fait le roman The Hiding-Place (1971) (en néerlandais : De schuilplaats ; en français : Dieu en enfer), à propos des périples de la famille ten Boom avant et pendant la guerre. Ce livre est souvent présenté comme une autobiographie. En 1975, le livre est adapté à l'écran sous le même nom.
À l'âge de 85 ans, Corrie ten Boom se retire aux États-Unis à Placentia, en Californie.
Peu après, elle subit plusieurs attaques cérébrales, dont elle sort infirme et aphasique. Elle meurt le 15 avril 1983, le jour de son 91e anniversaire.

## Œuvres
- (nl) Gevangene en toch… : herinneringen uit Scheveningen, Vught en Ravensbrück, 1945.
- (nl) Maar één antwoord (z.j., plm. 1950).
- (nl) Verslagen vijanden: over okkulte machten, 1966.
- (nl) De schuilplaats, 1972 (ISBN 90-6067-411-1).
- (nl) In het huis van mijn vader : de jaren vóór de Schuilplaats, 1976 (ISBN 90-6067-433-2).
- (nl) Zwerfster voor God, 1976 (ISBN 90-6067-263-1).
- (nl) Marsorders voor de eindstrijd, 1976 (ISBN 90-70048-02-7).
- (nl) Iedere dag nieuw : meditaties en gebeden, 1978 (ISBN 90-6067-466-9).
- (nl) Het beste deel komt nog, 1978 (ISBN 90-6067-067-1).
- (nl) Vertrouw op God, 1979 (ISBN 90-6067-120-1).
- (nl) Vader ten Boom : man Gods, 1979 (ISBN 90-6067-119-8)
- (nl) Leven in vreugde, 1979 (ISBN 90-6067-467-7).
- (nl) Vrijheid voor gevangenen, 1980 (ISBN 90-6067-150-3).
- (nl) Niet ik, maar Christus, 1983 (ISBN 90-6067-255-0).
- (nl) Vertrouwen, 1984 (ISBN 90-6067-513-4).
- (nl) Gezond verstand niet nodig, 1984 (ISBN 90-6067-340-9).
- (nl) Zonder hem kan ik niets doen : verzamelde notities van Corrie ten Boom, 1984 (ISBN 90-6067-260-7).
- (nl) Gedachten voor elke dag, 1986 (ISBN 90-338-1166-9).
- (nl) De stille jaren van Corrie ten Boom door Pamela Rosewell (1987) uitgeverij Gideon (ISBN 90-6067-377-8) over haar laatste 5 levensjaren.
- (nl) Engelen : gezonden om Gods kinderen te dienen, 1989 (ISBN 90-6067-520-7).
- (nl) Gebed : leren praten met de Allerhoogste, 1989 (ISBN 90-6067-522-3).
- (nl) Overgave : de vreugde van het vertrouwen in God, 1989 (ISBN 90-6067-523-1).
- (nl) Heiligmaking : de vorming van Christus' karakter in u, 1989 (ISBN 90-6067-521-5)

## Audio livre
- (nl) Leven & overvloed [« Vie & abondance »], Studio In De Ruimte.

## Récompense
Corrie ten Boom a reçu la décoration Yad Vashem, Juste parmi les nations, pour son aide aux Juifs pendant la guerre.

## Musée
Dans l'ancienne maison et horlogerie de la famille ten Boom à Haarlem, le musée Corrie ten Boom entretient le souvenir de Corrie et ses activités d'évangélisation[réf. nécessaire].